# Minimale bakterizide Konzentration
Die Minimale bakterizide Konzentration (MBK) definiert in der Bakteriologie jene Konzentration eines Antibiotikums, bei der innerhalb eines festen Zeitraums ≥ 99,9 % der Erreger abgetötet werden können.

## Eigenschaften
Die MBK dient neben der Minimalen Hemm-Konzentration (MHK) als Kennwert für die Wirksamkeit eines Antibiotikums wie auch der Beurteilung der Resistenz eines Erregers. Es existieren genormte Richtlinien für die Bestimmung der MBK, z. B. die Richtlinie des Clinical and Laboratory Standards Institute (CLSI). Die Bestimmung der MBK kann mittels verschiedener Methoden erfolgen, beispielsweise mit der Verdünnungsmethode: Zuerst wird mittels einer Verdünnungsreihe des Antibiotikums in log2-Stufen in einem flüssigen Nährmedium mit einer definierten Anfangskonzentration an Mikroorganismen die MHK bestimmt. Anschließend wird von denjenigen Teströhrchen, welche kein Bakterienwachstum zeigten, ein definiertes Volumen auf Agarplatten mit Nährmedium ohne Antibiotikum ausgebracht und die Anzahl der Koloniebildenden Einheiten (KBE) bestimmt. Die MBK ist diejenige Konzentration des Antibiotikums, bei welcher die Anzahl der KBE pro mL ≤ 0,1 % der Anfangskonzentration an Mikroorganismen entspricht. Die MBK wird in Mikrogramm pro Milliliter (µg/mL) angegeben.
Während die MHK prinzipiell bei jedem Antibiotikum ermittelt werden kann, ist die MBK nur bei jenen sinnvoll, die nicht nur eine hemmende (bakteriostatische), sondern auch eine abtötende (bakterizide) Wirkung entfalten können. Dies sind beispielsweise Aminoglykoside, Gyrasehemmer, Penicilline. Ein Antibiotikum gilt normalerweise als bakterizid, wenn die MBK nicht mehr als das Vierfache der MHK beträgt.